# Serie A 1954 (baseball)
La Serie A 1954 è stata la 7ª edizione del torneo di primo livello del campionato italiano di baseball. 
Lo scudetto è stato conquistato dal Nettuno 1945 per la quarta volta nella sua storia.

## Formula
La competizione fu strutturata su un girone unico all'italiana con gare di andata e ritorno tra le otto squadre partecipanti.

## Squadre partecipanti
| Club            | Città        | Impianto | Stagione precedente |
| --------------- | ------------ | -------- | ------------------- |
| CUS Bologna     | Bologna      |          | 5º in Serie A 1953  |
| CUS Milano      | Milano       |          | 7º in Serie A 1953  |
| Firenze         | Firenze      |          | 4º in Serie A 1953  |
| Lazio           | Roma         |          | 2º in Serie A 1953  |
| Libertas Inter  | Milano       |          | 6º in Serie A 1953  |
| Nettuno 1945    | Nettuno (RM) |          | 1º in Serie A 1953  |
| Roma            | Roma         |          | 8º in Serie A 1953  |
| Yankees Trieste | Trieste      |          | 3º in Serie A 1953  |

## Stagione

### Classifica finale
|  | Pos. | Squadra         | G  | V  | P  | PCT  | GB   |
|  | ---- | --------------- | -- | -- | -- | ---- | ---- |
|  | 1.   | Nettuno 1945    | 14 | 13 | 1  | .929 | -    |
|  | 2.   | Roma            | 14 | 10 | 4  | .714 | 3,0  |
|  | 3.   | Lazio           | 14 | 9  | 5  | .643 | 4,0  |
|  | 4.   | Yankees Trieste | 14 | 8  | 6  | .571 | 5,0  |
|  | 5.   | Libertas Inter  | 14 | 5  | 9  | .357 | 8,0  |
|  | 6.   | CUS Milano      | 14 | 4  | 10 | .286 | 9,0  |
|  | 7.   | Firenze         | 14 | 4  | 10 | .286 | 9,0  |
|  | 8.   | CUS Bologna     | 14 | 3  | 11 | .214 | 10,0 |

Legenda:
      Campione d'Italia.
      Retrocesso in Serie B.